# Le Suicidé (pièce de théâtre)
Pour le tableau de Édouard Manet, voir Le Suicidé.
Le Suicidé (en russe : Самоубийца) est une pièce de 1928 du dramaturge russe Nikolaï Erdman.
Interdite sous l'ère stalinienne, l'œuvre n'a été produite en Russie que plusieurs années après la mort de son auteur. Elle est aujourd'hui considérée comme une œuvre majeure de la Russie communiste.

## Intrigue

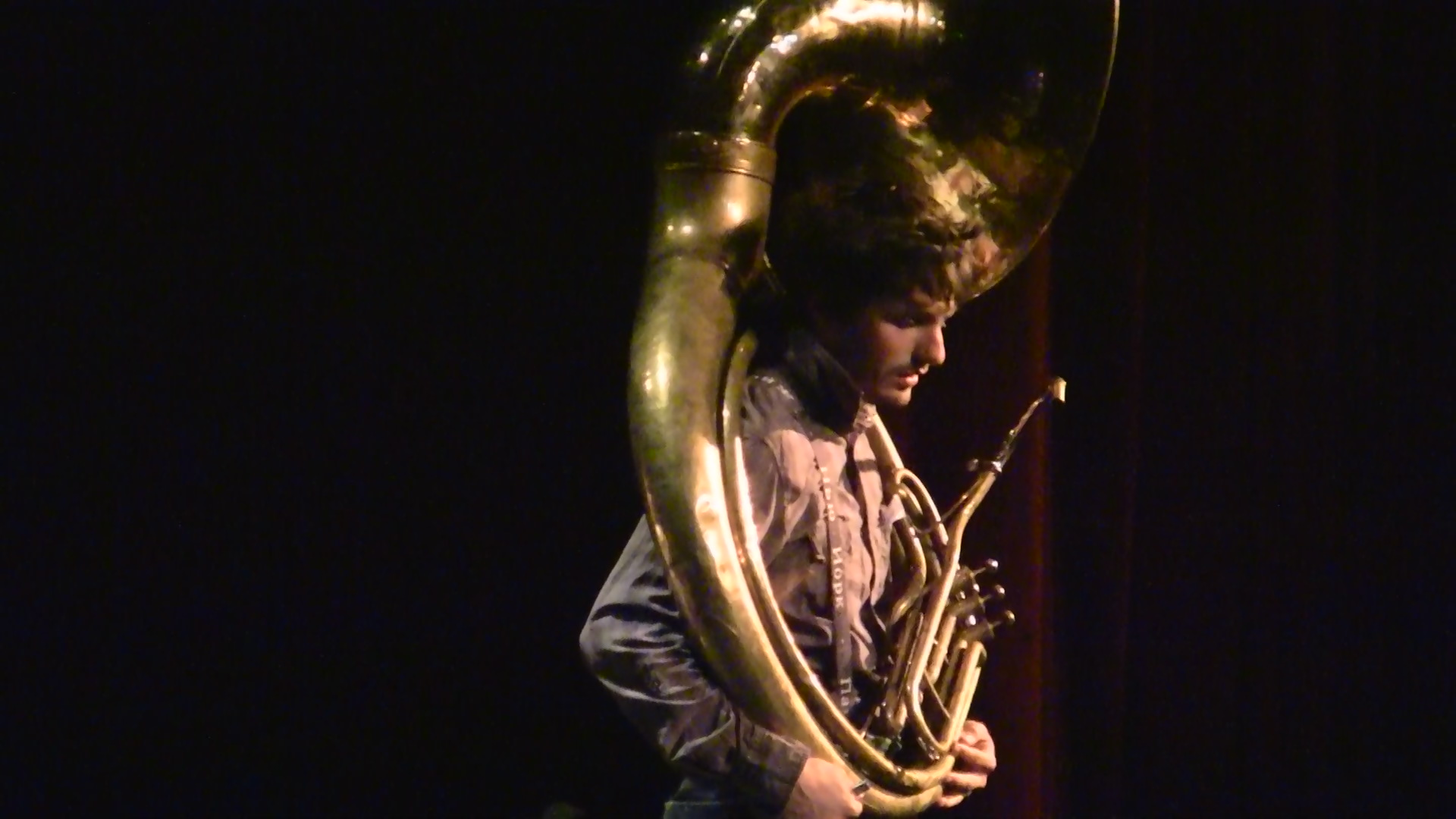
Sémione Sémionovitch Podsékalnikov avec son hélicon. Mis en scène par Roland Mastrippolito de la Compagnie de la Bobine.

L'intrigue tourne autour de Sémione, un jeune chômeur dont le projet d'apprendre à jouer de l'hélicon échoue, le conduisant à envisager le suicide. Son voisin, Alexandre Pétrovitch, voit dans cette tragédie une occasion de s'enrichir et manipule Sémione. Au fil de la pièce, différents personnages représentant divers aspects de la société exploitent la situation de Sémione, révélant ainsi les aspects sombres et satiriques de leur propre personnalité.

## Production
Ce n'est qu'en 1969 en Allemagne et en langue russe que la pièce fut montée pour la première fois.
Traduite en anglais, The Suicide est jouée à Broadway le 9 octobre 1980, à l'ANTA Playhouse (maintenant l'August Wilson Theatre) et ce pour 60 représentations, jusqu'au 30 novembre 1980. La pièce a été mise en scène par Jonas Jurasas, avec sur scène Derek Jacobi, Grayson Hall, John Heffernan, Angela Pietropinto, Susan Edwards, Laura Esterman, Clarence Felder (en), Cheryl Giannini, Carol Mayo Jenkins, David Patrick Kelly, Derek Meader, George Steele (William Myers), Mary Lou Rosato,David Sabin,Leda Siskind, Chip Zien et Jeff Zinn.
Traduite en français par Michel Vinaver, la pièce est jouée en 1984 au théâtre de l'Odéon, mise en scène par Jean-Pierre Vincent. Le Suicidé est également mis en scène par Roland Mastrippolitto de la Compagnie de la Bobine en 2015.
Une nouvelle traduction en français a été réalisée par André Markowicz en 2006. La pièce a été mise en scène en 2011 par Patrick Pineau dans le cadre de la 65e édition du Festival d'Avignon. Elle est diffusée en direct sur Arte le 10 juillet dans une captation réalisée par Dominique Thiel.
En 2022, dans la traduction d'André Markowicz, dans la mise en scène de Jean Bellorini, la pièce est rejouée au Théâtre national populaire (Villeurbanne),.
En 2024, la pièce entre au répertoire de la Comédie Française, et est jouée pour la première fois le 11 octobre 2024 en salle Richelieu, avec une mise en scène de Stéphane Varupenne.